# Ultimate Iron Man
Ultimate Iron Man es el nombre de dos miniseries de cómics escritas por Orson Scott Card y publicado por Marvel Comics. Las historias narran los orígenes de la versión Ultimate Marvel de Iron Man, uno de los miembros de los Ultimates.
Debido a ciertas contradicciones con el presente de Iron Man, años más tarde esta serie fue descartada como parte del Universo Ultimate y pasó a formar parte de una realidad alterna separada de esta.

## Publicación
El primer volumen, publicado entre 2005 y 2006, fue una miniserie de cinco partes que representan los primeros años de vida y los orígenes de Tony Stark, y fue dibujado por Andy Kubert.
El segundo volumen es también una miniserie de cinco capítulos y su primer número se publicó el 12 de diciembre de 2007 en Estados Unidos. Este volumen es una continuación directa de la primera serie y presenta a los primeros usos de la armadura de Iron Man, con dibujos de Pasqual Ferry.

## Volumen uno
En este primer volumen se muestra el nacimiento e infancia de Tony Stark. Así, en el número uno se revela que el genio de Tony se debe a un accidente que su madre (la magnífica investigadora María Cerrera, quien trabaja en el departamento de investigación y desarrollo para Howard Stark) sufrió cuando estaba embarazada. El accidente cambió la estructura genética de ambos, pero acabó con la muerte de María durante el parto. El niño fue llamado Antonio, en castellano, como homenaje a un familiar de María. Como consecuencia del cambio genético, Tony desarrolló tejido neuronal, que normalmente se encuentra solo en el cerebro, por todo su cuerpo, haciendo que todo su sistema actuase como un gran cerebro, dotándole de una capacidad mental superior. 
Sin embargo, este cambio también tenía efectos secundarios negativos, ya que desde el momento en el que nació, desarrolló una sensibilidad cutánea extrema, haciendo que el más leve contacto incluso con el aire le causara una sensación similar a unas quemaduras graves, debido a la estimulación de las células nerviosas de su piel. 
Su padre, un maestro inventor, propietario y director de su propia empresa multimillonaria, usa su nuevo invento, una armadura biológica en forma líquida, para aliviar la agonía de Tony. Una solución que le permite interactuar con el mundo de manera normal, pero que deberá usar por el resto de su vida. 
A pesar del dolor, la mutación que ha causado que el tejido neuronal se expanda por todo su cuerpo, también le permite regenerar completamente cualquier parte de su cuerpo en caso de que sea necesario. Esta armadura biotecnológica está construida sobre la base de bacterias modificadas genéticamente, las cuales son capaces de disipar la energía cinética de un impacto, permitiendo al portador soportar tremendos golpes. También es capaz de disolver cualquier metal oxidable. 
Las dos principales desventajas que tiene la armadura y que la convirtieron en no comercializable fueron que se podría neutralizar fácilmente, lavándola con agua y jabón, y la más importante, que después de un par de horas de contacto, disolvía la piel humana normal. Este efecto negativo no era problema para Tony, gracias a sus poderes regenerativos, balanceando la velocidad con la que la armadura disolvía su piel y la de regeneración de la misma. Otro efecto secundario menor era que la armadura era azul, por lo que al rociarla, la socialización e idea de ir a una escuela normal se resultaban más difíciles para Tony. 
Al haberse centrado en la vida de su hijo, Howard Stark descuida la marcha de su empresa, Industrias Stark. Por ello, Zebediah Stane, jefe de Industrias Stane y rival directo de Howard, logra hacerse con el control de su imperio, gracias a la ayuda de Lori Stark, exmujer de Howard. A pesar de todo, no consigue lo que más quería, la fórmula de la bioarmadura. Sin saber que su funcionamiento tiene múltiples fallos, secuestra a Tony Stark y le tortura lavándole con agua y jabón, para tratar de conocer el secreto. 
El padre de Tony llega junto a un equipo SWAT y arresta a Zebediah. Durante la trifulca, se cortan los dedos de un pie de Tony, los cuales vuelven a crecer, descubriendo el alcance de su capacidad regenerativa. Tras este incidente, Howard mejora la armadura, haciéndola incolora, por lo que Tony puede asistir a la escuela. 
Pasados los años, la familia Stark vive de manera sencilla. Tony asiste al colegio y trata de seguir los pasos de su padre como inventor, desarrollando un prototipo de armadura. Al no ser uno de los alumnos más populares, es constantemente molestado y maltratado. Sufriendo los mismos abusos que él, se encuentra James Rhodes y ambos se hacen amigos ante un enemigo común.
Las peleas continúan, y llega un momento en el que los matones tratan de meter a Tony en un horno encendido, ya que alguien les había mentido diciéndoles que no le pasaría nada. Cuando tiene la mitad inferior del cuerpo metida, aparecen Rhodes y Nifara, otra amiga de Tony, quienes no pueden evitar que los matones huyan, al sacar a Tony del horno, con las piernas quemadas y parcialmente destruidas. Ambos observan atónitos como se van regenerando de manera sorprendente, pues ninguno conocía de las capacidades regenerativas de Tony. Tras descubrir que los abusones seguían órdenes de un desconocido, Howard decide, por su propia protección, mandar a los tres amigos al edificio Baxter para dar así mejor uso a sus habilidades, ya que todos compartían un alto nivel intelectual.
En el edificio Baxter también se encuentra Obadiah Stane hijo de Zebediah y Lori Stark. Poco después de su llegada, Tony es testigo de como Obadiah asesina a dos estudiantes, haciéndolo parecer un accidente, pero es incapaz de probarlo. Este incidente alienta a Tony a mejorar su armadura y castigar a Obadiah. En este punto, ya ha empezado a realizar un traje que recuerda al tradicional de Iron Man, con la ayuda de Rhodes y Nifara. 
Gracias a falsas pruebas, puestas en la escena por Obadiah, Howard Stark es arrestado por el brutal asesinato de su enemigo Zebediah Stane. Tony, quien ha sido advertido por su padre de los peligros del alcohol en su cuerpo (ya que le afectaría en mayor grado que a un humano normal, debido a su cerebro descentralizado, aumentando los riesgos de alcoholismo), prueba su primer trago de champagne en una fiesta promovida por su padre. Más tarde confiesa que mientras estaba ebrio fue los únicos momentos en los que no sintió dolor alguno. 
Tras la encarcelación de su padre, Tony toma el control de la compañía. Muestra a sus amigos los dos prototipos totalmente completados de su armadura. Una mide 1.8 m aproximadamente, y está diseñada para realizar pruebas prácticas. La segunda mide más de 6 metros, y está diseñada para implementar y mejorar todo tipo de complementes y después trasladarlos a la versión tradicional. 
A pesar de que el traje no vuela, solo es capaz de balancearse y planear ligeramente, Stark se ve obligado a utilizar la versión de 6 metros para evitar que un grupo terrorista destruya el edificio. A pesar de que Tony tiene éxito, los terroristas consiguen detonar una bomba, destruyendo el traje. Tony también sale herido, pero gracias a sus capacidades regenerativas, se recupera rápidamente.
- Datos: Q3548023